# گامتوگ (روستا)
گامتوگ (به لاتین: Gamtog) یک روستا در جمهوری خلق چین است که در منطقه خودمختار تبت واقع شده‌است. گامتوگ
- نفر جمعیت دارد.